# Шонку, Кайратхан
Кайратхан Шонку, Хайратхаан Шонку (каз. Қайратхан Шоңқу; род. 16 октября 1987 года, Улан-Батор, Монголия) — казахстанский борец вольного и греко-римского стилей, победитель и призёр соревнований среди спортсменов с нарушением органов слуха, заслуженный мастер спорта Республики Казахстан (2017).

## Биография
Родился в 1987 году в Улан-Баторе седьмым ребёнком. Родители Хайратхаана вернулись на историческую Родину в Казахстан в начале 90-х годов, поселились в ауле Сырымбет Ескельдинского района Алматинской области.
Инвалид с детства третьей группы, диагноз: врожденная глухонемота.
Учился в Талдыкоргане в школе-интернате для глухих и слабослышащих детей.
В 2007 году поступил в колледж сервиса и технологий города Алматы.
На втором курсе колледжа начал заниматься борьбой в спортивном клубе «Алматы» для людей с ограниченными физическими возможностями, через несколько месяцев победил в чемпионате Казахстана, а на третьем курсе колледжа стал бронзовым призёром XXI летних Сурдлимпийских игр 2009 года в Тайбэе. За это достижение спортсмену было присвоено звание «Мастер спорта Республики Казахстан международного класса» по вольной борьбе.
В 2011 году Хайратхаан Шонку окончил обучение в Алматинском государственном колледже сервиса и технологий по специальности «Парикмахерское искусство и декоративная косметика».
В 2016 году окончил Казахскую академию спорта и туризма (бакалавриат) по специальности «Физическая культура и спорт».
Победил на прошедшем в Тегеране чемпионате мира по вольной борьбе 2016 года. Первый в истории представитель Казахстана, выигравший золото на чемпионате мира по вольной борьбе.
В январе 2017 года Хайратхаан Шонку был признан спортсменом года.

## Достижения
на соревнованиях среди спортсменов с нарушением органов слуха
- Неоднократный чемпион Республики Казахстан по греко-римской и вольной борьбе.[6]
  -     - Бронзовый призёр ХХI летних Сурдлимпийских игр по вольной борьбе (Тайбэй, Тайвань, 2009 год, весовая категории до 96 кг).
    - Бронзовый призёр XXIII летних Сурдлимпийских игр по греко-римской борьбе (Самсун, Турция, 2017 год).
- Победитель чемпионата мира по вольной борьбе (Тегеран, Иран, 2016 год).[7]
  - Серебряный призёр чемпионата мира по греко-римской борьбе (Тегеран, Иран, 2016 год).[7]
    - Бронзовый призёр чемпионата мира по греко-римской борьбе (София, Болгария, 2012 год).[8]
- Победитель международного турнира по греко-римской борьбе (Беларусь, 2015 год).[5]
  - Серебряный призёр международного турнира по вольной борьбе «Кубок Карима Раисини» (Тегеран, Иран, 2013 год).[9][10]